# EC São Bento
EC São Bento is een Braziliaanse voetbalclub uit de stad Sorocaba in de deelstaat São Paulo.

## Geschiedenis
De club werd in 1913 opgericht als Sorocaba Athletic Club. Op 14 oktober 1914 werd de naam São Bento aangenomen, de club werd vernoemd naar de heilige Benedictus van Nursia. De club speelde in 1953 voor het eerst in de tweede klasse van de staatscompetitie. In 1962 kon de club promotie afdwingen naar de hoogste klasse, waar de club een vaste waarde werd. In 1979 speelde de club voor het eerst op nationaal niveau in de Série A, waar de club de derde fase wist te bereiken. Na de degradatie in 1991 zakte de club enkele jaren weg en kon pas terugkeren in 2006 voor twee seizoenen. Hierna zonk de club weer tot in de derde klasse, maar na twee promoties op rij speelde de club vanaf 2015 weer in de hoogste klasse.
In 2016 bereikte de club de kwartfinale om de titel, die ze verloren van Santos. Hierdoor mocht de club later dat seizoen deelnemen aan de Série D 2016, waar ze de halve finale bereikten tegen CSA. De club dwong zo wel promotie af. In de Série C 2017 werd de club groepswinnaar en versloeg dan in de kwartfinale Confiança. Net als vorig jaar werd de club in de halve finale uitgeschakeld door CSA, maar ook nu was dat genoeg voor een promotie naar de Série B. De club eindigde dertiende in het eerste seizoen. Enkele maanden later volgde in de staatscompetitie wel een degradatie. In 2019 degradeerde de club ook uit de nationale Série B. In 2020 kon de club wel terug promotie afdwingen in de staatscompetitie, maar zakte later dat seizoen wel ook uit de Série C. De club zakte na één seizoen ook weer uit de regionale Série A1, maar kon een jaar later opnieuw promotie afdwingen. Na een nieuwe degradatie in 2023 werd de club het jaar erop overtuigend winnaar van de reguliere competitie met zes punten voorsprong op de nummer twee, maar verslikte zich dan in de eindronde tegen de nummer acht Noroeste en bleef zo in de tweede klasse. 

## Overzicht seizoenen Campeonato Paulista
| Competitie | Aantal | Periode                                                             |
| ---------- | ------ | ------------------------------------------------------------------- |
| Série A1   | 38     | 1963-1991, 2006-2007, 2015-2019, 2021, 2023                         |
| Série A2   | 26     | 1953-1962, 1992-1993, 2002-2005, 2008-2011, 2014, 2020, 2022, 2024- |
| Série A3   | 10     | 1994-2001, 2012-2013                                                |